# Vincenzo Caruso
Vincenzo Caruso (Niscemi, 6 ottobre 1950 – Taurianova, 1º aprile 1977) è stato un carabiniere italiano, vittima della 'ndrangheta e medaglia d'oro al valor militare.

## La strage di Razzà
In servizio presso il nucleo radiomobile del Comando Compagnia Carabinieri di Taurianova, in Calabria, era impegnato come altri nella lotta alla 'ndrangheta.
Nel pomeriggio del 1º aprile 1977 si trovava in servizio di perlustrazione con altri due colleghi nelle campagne di Taurianova, in contrada Razzà; durante il servizio, i militari notarono un casolare isolato con auto parcheggiate davanti e decisero di entrarvi, considerando che in quel periodo erano frequenti, in Calabria, i sequestri di persona. Mentre l'appuntato Stefano Condello si avvicinava, dalla cascina partirono diversi colpi d'arma da fuoco, che diedero il via ad uno scontro armato in cui perse la vita il carabiniere Caruso, oltre all'appuntato e a due 'ndranghetisti, Rocco e Vincenzo Avignone della 'ndrina Avignone di Taurianova.
Questo evento è noto come "strage di Razzà", dalla località in cui si trovava il casolare; le successive indagini delle forze dell'ordine accertarono che nella cascina si stava svolgendo una riunione mafiosa per discutere di traffici illeciti e della spartizione di appalti pubblici.
Lo sviluppo investigativo portò ad individuare 9 degli 11 partecipanti alla riunione (tanti erano i piatti sulla tavola imbandita) e a varie condanne comminate al termine del processo in corte d'assise a Palmi, il 21 luglio 1981, per oltre 200 anni di carcere totali
A lui è stata intitolata la caserma dei carabinieri di Niscemi e, nel 1995 il 195º Corso Allievi Carabinieri Ausiliari.